# Nieuil-l'Espoir
Nieuil-l'Espoir är en kommun i departementet Vienne i regionen Nouvelle-Aquitaine i västra Frankrike. Kommunen ligger i kantonen La Villedieu-du-Clain som tillhör arrondissementet Poitiers. År 2022 hade Nieuil-l'Espoir 2 680 invånare.

## Befolkningsutveckling
Antalet invånare i kommunen Nieuil-l'Espoir
| Referens: INSEE |